# یاناگاوا، فوکوئوکا
یاناگاوا در استان فوکوئوکا در کشور ژاپن واقع شده‌است  که دارای جمعیت ۷۲٬۷۹۸ نفر و مساحت ۷۶٫۹۰ کیلومتر مربع با تراکم جمعیت ۹۴۷  نفر در کیلومترمربع است و در تاریخ ۱ آوریل ۱۹۵۲ به عنوان شهر شناخته شد.